# Козакова Балка
Козакóва Ба́лка — село в Україні, у Глодоській сільській громаді Новоукраїнського району Кіровоградської області, засноване реєстровим козаком Петром Шовкутою на отриманих землях. Населення становить 281 осіб.

## Географія
Селом тече Балка Глодоси.

## Населення
Згідно з переписом УРСР 1989 року чисельність наявного населення села становила 300 осіб, з яких 138 чоловіків та 162 жінки.
За переписом населення України 2001 року в селі мешкала 281 особа.

### Мова
Розподіл населення за рідною мовою за даними перепису 2001 року:
| Мова       | Відсоток |
| ---------- | -------- |
| українська | 94,31 %  |
| російська  | 3,91 %   |
| молдовська | 1,78 %   |